# Konrad Wippermann
Konrad Wilhelm Engelbert Wippermann (* 8. Dezember 1858 in Bückeburg; † 13. Dezember 1935 ebenda) war ein deutscher Landespolitiker in Schaumburg-Lippe und von 1922 bis 1925 Vorsitzender der Landesregierung.

## Leben
Er war der Sohn des späteren Oberbürgermeisters in Stadthagen Heinrich Konrad Wippermann. Nach dem Besuch des Gymnasiums in Bückeburg studierte Wippermann 1878–1881 Rechtswissenschaften in Jena, wo er 1878 Mitglied der Burschenschaft Arminia auf dem Burgkeller wurde, und Berlin. Er wurde nach dem Vorbereitungsdienst 1889 Landrichter und 1895 Landgerichtsrat. Seit 1915 arbeitete Wippermann im fürstlichen Ministerium von Schaumburg-Lippe. Im Jahr 1917 wurde er zum Geheimen Ministerialrat ernannt.
Nach der Novemberrevolution gehörte er als Parteiloser der Landesregierung von Schaumburg-Lippe an. Im Jahr 1922 wurde er zum Staatsrat ernannt. Zwischen 1922 und 1925 war er als Vorsitzender der Landesregierung faktisch Ministerpräsident des Landes. Er saß dabei einer großen Koalition vor. Außerdem war er bis 1924 für den zeitweise geplanten Anschluss Schaumburg-Lippes an Preußen Regierungskommissar für die entsprechenden Verhandlungen.